# Maungawhio Lagoon
Die Maungawhio Lagoon ist eine Lagune im Osten der Nordinsel Neuseelands.

## Geographie
Die Maungawhio Lagoon liegt an der Landbrücke zwischen der Nordinsel und Māhia Peninsula. Sie wird hauptsächlich vom Kopuawhara Stream gespeist, die Öffnung erfolgt zum Pazifischen Ozean, die trennende Engstelle am Ostende der Lagune wird vom Pukenui Beach gebildet. Weniger als einen Kilometer vom Westende der Lagune entfernt liegt der Opoutama Beach an der Hawke Bay, einer Bucht des Pazifiks.

## Geschichte
Die Lagune ist ein beliebtes Ziel für Schwimmer, Angler und Wanderer. Der Tidenhub liegt normalerweise im Bereich von einem Meter.

## Infrastruktur
Wenige Kilometer westlich der Lagune verläuft der New Zealand State Highway 2 an der Hawke Bay, knickt jedoch bei Nuhaka nach Norden ab. An der Küstenlinie weiter bis zur Lagune verlaufen die Nuhaka Opoutama Road sowie der Ormond Drive. Am Nordwestufer der Lagune entlang und weiter nach Norden führt die Kaiwaitau Road.